# کارل تیلمن
کارل تیلمن (انگلیسی: Karl Tilleman؛ زادهٔ ۱ نوامبر ۱۹۶۰) بازیکن بسکتبال اهل کانادا است.

## حرفه
وی در مسابقات کشوری و بین‌المللی در مجموع برندهٔ ۱ مدال طلا شده‌است.